# Jubaeopsis
Jubaeopsis, monotipski rod južnoafričkih palmi smješten u podtribus Attaleinae, dio tribusa Cocoseae, potporodica Arecoideae. 
Jedina vrsta je J. caffra iz provincija Cape i  KwaZulu-Natal; veoma je rijetka i tražena od kolekcionara.
Enfosperm je jestiv.